# Casale Marittimo
Casale Marittimo è un comune italiano di 1 074 abitanti della provincia di Pisa in Toscana.

## Geografia fisica
(Attilio Zuccagni-Orlandini, Indicatore topografico della Toscana granducale (1856))
Casale Marittimo si trova nella Maremma Pisana su un colle che domina la Val di Cecina e dista 12 chilometri dal litorale.
- Classificazione sismica: zona 2 (sismicità medio-alta), Ordinanza PCM 3274 del 20/03/2003
- Classificazione climatica: zona D, 1843 GR/G
- Diffusività atmosferica: alta, Ibimet CNR 2002

## Storia
Casale Marittimo era già abitato in epoca etrusca, come testimoniano gli scavi nel territorio del comune, tra cui una tomba a forma di tholos risalente al V secolo a.C. (ora al Museo Archeologico di Firenze). Sono stati rinvenuti anche resti di alcune ville romane. 
Fu castello e centro principale della zona sotto i conti della Gherardesca. Nominato già nel 1004, nel 1406 passò sotto il dominio fiorentino, seguendone le sorti. Nel 1684 venne dato in feudo ai Ridolfi e nel 1738 entrò a far parte del marchesato di Riparbella.
Al plebiscito del 1860 per l'annessione al Regno di Sardegna  (Regno d'Italia dal 1861) su 320 votanti ci fu solo 1 voto contrario.
Nel 1862 il comune, fino ad allora chiamato "Casale nelle Maremme", fu denominato "Casale di Val di Cecina", finché nel 1900 assunse l'attuale denominazione.
In data 05 dicembre 2021 si è tenuta la cerimonia di presentazione della cartolina e l'annullo filatelico dedicati ai "121 anni dalla denominazione Casale Marittimo". 
La cartolina rappresenta una veduta di Piazza del Popolo ripresa dall'Arco Cancellieri, che porta il nome di una delle tante famiglie storiche di Casale Marittimo.

## Monumenti e luoghi d'interesse

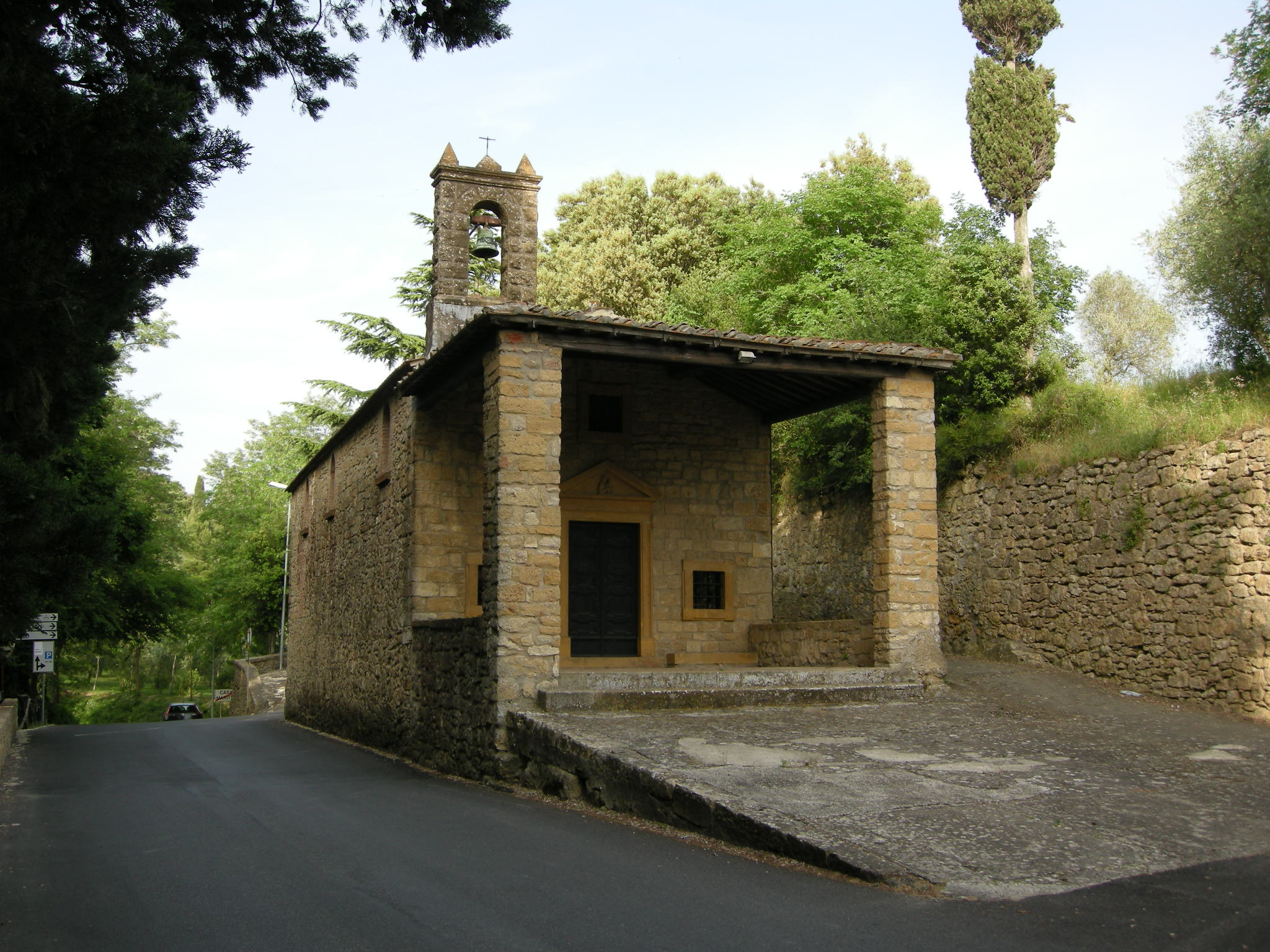
Cappella della Madonna delle Grazie

### Architetture religiose
- Cappella della Madonna delle Grazie
- Chiesa di Sant'Andrea
- Oratorio di San Sebastiano

### Architetture civili
- Teatro Comunale di Casale Marittimo, situato in via Roma n. 50, ha una capienza totale di 80 posti. Della struttura originaria realizzata nell'Ottocento oggi non rimane nulla in quanto, a seguito dei lavori di ristrutturazione eseguiti nel 1987 su progetto dell'architetto Carli di Cecina, l'originario teatro è stato trasformato in sala culturale polivalente.

## Società

### Evoluzione demografica
Abitanti censiti

## Amministrazione
Di seguito è presentata una tabella relativa alle amministrazioni che si sono succedute in questo comune.
| Periodo         | Periodo         | Primo cittadino     | Partito                                                        | Carica  | Note  |
| --------------- | --------------- | ------------------- | -------------------------------------------------------------- | ------- | ----- |
| 25 giugno 1985  | 4 giugno 1990   | Renza Bendinelli    | Partito Comunista Italiano                                     | Sindaco | [ 9 ] |
| 4 giugno 1990   | 5 dicembre 1991 | Renza Bendinelli    | Partito Comunista Italiano, Partito Democratico della Sinistra | Sindaco | [ 9 ] |
| 5 dicembre 1991 | 24 aprile 1995  | Ugo Matteucci       | Partito Democratico della Sinistra                             | Sindaco | [ 9 ] |
| 24 aprile 1995  | 14 giugno 1999  | Pierantonio Bacci   | lista civica                                                   | Sindaco | [ 9 ] |
| 14 giugno 1999  | 14 giugno 2004  | Pierantonio Bacci   | lista civica                                                   | Sindaco | [ 9 ] |
| 14 giugno 2004  | 8 giugno 2009   | Chiara Camerini     | lista civica                                                   | Sindaco | [ 9 ] |
| 8 giugno 2009   | 26 maggio 2014  | Fabrizio Burchianti | lista civica                                                   | Sindaco | [ 9 ] |
| 26 maggio 2014  | 27 maggio 2019  | Fabrizio Burchianti | lista civica: per Casale                                       | Sindaco | [ 9 ] |
| 27 maggio 2019  | in carica       | Claudia Manzi       | lista civica: Essere Casale                                    | Sindaco | [ 9 ] |